# Hipólita Jacinta Teixeira de Melo
Hipólita Jacinta Teixeira de Mello (Ponta do Morro, São José del-Rei, 1748 — Freguesia de Prados, São José del-Rei, 27 de abril de 1828) foi a mais rica proprietária rural na região do Rio das Mortes, em Minas Gerais, no Brasil. Destacou-se por seu envolvimento na Conjuração Mineira, em 1789, sendo uma das primeiras do panteão da também chamada Inconfidência

## Biografia
Filha de portugueses, era filha do capitão-mor Pedro Teixeira de Melo e de Clara Maria de Melo. Seu irmão, Gonçalo Teixeira de Carvalho, ocupava o posto de capitão-mor na vila de São José del-Rei. Hipólita foi batizada na Matriz de Nossa Senhora da Conceição, em Ponta do Morro, a 15 de setembro de 1748, com o nome Theodozia, posteriormente retificado para Hipólita.
Residiu na Fazenda da Ponta do Morro, entre a vila de São José e o arraial de Prados, sendo descrita como mulher de fino trato e vasta cultura. Sua residência destacava-se pelo luxo, com peças de porcelana chinesa, prataria, tapetes importados e numerosa criadagem.
Foi casada com o coronel Francisco Antônio de Oliveira Lopes, sem descendentes biológicos, mas adotou e educou duas crianças: Antônio Francisco Teixeira Coelho, filho de Maria da Silveira Bueno (irmã de Bárbara Heliodora), e Francisco da Anunciação Teixeira Coelho, que se tornou padre em Formiga e deputado à Assembleia Provincial nos anos de 1866-1867. Além disso, foi madrinha de diversas crianças humildes da região e, conforme seu testamento, deixou grande quantidade de ouro para os pobres da freguesia de Prados.

## Participação na Inconfidência Mineira
Um dos motivos que levou Hipólita Jacinta a envolver-se na Inconfidência Mineira foi a situação das mulheres nas minerações. Representações visuais, como a pintura do viajante Rugendas, mostram mulheres realizando trabalhos pesados nas minas, como o transporte de gamelas cheias de ouro para lavagem.
Hipólita é autora de uma carta que denunciou Joaquim Silvério dos Reis como traidor dos "companheiros" da revolução, além de ter enviado avisos sigilosos informando a detenção de Tiradentes no Rio de Janeiro. Em um bilhete encaminhado ao padre Carlos Corrêa de Toledo e Mello, vigário da comarca do Rio das Mortes, por intermédio de seu compadre Vitoriano Gonçalves Veloso, escreveu:

Dou-vos parte, com certeza, de que se acham presos, no Rio de Janeiro, Joaquim Silvério dos Reis e o alferes Tiradentes, para que vos sirva ou se ponham em cautela; e quem não é capaz para as coisas, não se meta nelas; e mais vale morrer com honra que viver com desonra.

Ao perceber que o movimento fracassava, tentou alertar o coronel Francisco de Paula Freire de Andrade, aconselhando-o a “montar uma reação, a partir lá do Serro”. Sua fazenda da Ponta do Morro foi local de reuniões dos inconfidentes, e Hipólita financiou algumas das iniciativas do grupo.

## A devassa e consequências
Devido à sua participação na Inconfidência, quando se iniciou os autos da devassa, Hipólita foi punida pelo governador Visconde de Barbacena com o confisco total de seu patrimônio. Seu marido foi detido e sentenciado ao degredo perpétuo na colônia portuguesa de Moçambique.
Para minimizar os efeitos do confisco, Hipólita tentou omitir a existência de alguns bens, submetendo o ouvidor Luís Ferreira por meio da doação de três vacas paridas. Além disso, mandou confeccionar um cacho de bananas em ouro maciço, solicitando que seu irmão o oferecesse a Maria I de Portugal na tentativa de obter o perdão real. A peça, porém, foi provavelmente interceptada pelo governador da Capitania de Minas Gerais, Luís António Furtado de Castro do Rio de Mendonça e Faro, Visconde de Barbacena.
Após um longo e difícil processo judicial, com a ajuda de amigos, Hipólita conseguiu, em 1808, reaver boa parte de seus bens.

## Falecimento e legado
Hipólita faleceu em 27 de abril de 1828, vítima de icterícia, e foi sepultada na capela-mor da Igreja Matriz de Prados.
Em 21 de abril de 1999, foi condecorada postumamente pelo Governo de Minas Gerais com a Medalha da Inconfidência.